# Beira-Mar (película)
Beira-Mar (La orilla o Al otro lado del mar en español) es una película brasileña de drama romántico producido por Avante Films, dirigida por Philip Matzembacher y Marcio Reolon, y protagonizada por Mateo Almada, Mauricio José Barcellos, Irene Brietzke y Elisa Brittes. Fue estrenada en 2015.

## Sinopsis
En un viaje a la costa sur de Brasil, Martin, en compañía de su mejor amigo Tomaz, se dirige a buscar unos documentos solicitados por su padre a unos familiares de la zona. Enclaustrado durante el fin de semana en un pequeño pueblo, en invierno, los dos jóvenes se vuelven a conectar con antiguos amigos y realizan nuevos descubrimientos sobre su amistad, relaciones familiares y sexualidad.

## Reparto
- Mateus Almada: Martin
- Mauricio José Barcellos: Tomaz
- Irene Brietzke: Marisa
- Arlyson Gomes: João
- Elisa Brittes: Natalia
- Maitê Felistoffa: Carol
- Francisco Gick: Mauricio
- Fernando Hart: Bento
- Danuta Zaguetto: Luíza
- Ariel Artur: Guardia de seguridad